# Фудбалски савез Аргентине
Фудбалски савез Аргентине односно Аргентинска фудбалска асоцијација (шп. Asociación del Fútbol Argentino AFA) је главно тело фудбала у Аргентини. Основано је 21. фебруара, 1893. године. Први председник је био Алехандро Вотсон Хатон.
АФА је такође водила и шампионат Примере ("Primera División championships") непрекидно од 1893. године па све до сезоне 2016/17. Од следеће сезоне 2017/18 бригу примери је преузео савез Суперлига Аргентине (асоцијација). Овај савез делује независно и има свој статут. И поред своје независности одлучивања он је повезана са Фудбалским савезом Аргентине, као главним фудбалским телом.  Задњи шампионат, првенство, организовано од стране овог тела је била сезона 2019/20. после које је оно укинуто.

## Историја
АФА је основана 21. фебруара 1893. године. Оснивач је био Александар Вотсон Хетон ("Alexander Watson Hutton") и он се сматра "оцем" аргентинског фудбала. АФА је најстарији фудбалски савез у Јужној Америци и у свету ван Европе. Флоренсио Мартинез је 1906. године постао први председник савеза а да је рођен у Аргентини.
Рикардо Алдао је 1912. године изашао из савеза и основао своју лигу Аргентинска фудбалска федерација ("Federation Argentina de Football") и она је организовала паралелна такмичења. Неки тимови као што су ГАБА ("Gimnasia y Esgrima de Buenos Aires"), ФК Индепендијенте, ФК Естудијантес де Ла Плата и ФК Атлетико Атланта су прешли у ово ново тело ФАФ. Лига је функционисала до 1914. године када се опет придружила главном телу АФА−и, формирајући заједничку лиге 1915. године.
Следећи пут засебна лига је основана 1919. године под именом Аматерска фудбалска асоцијација ("Asociación Amateurs de Football") и трајала је до 1926. године када се вратила матичној организацији. У овој лиги су између осталих играли ФК Ривер Плејт, ФК Расинг Авељанеда, ФК Индепендијенте и ФК Сан Лоренцо де Алмагро. Од популарнијих клубова једино је ФК Бока јуниорс остао у АФА−и.
Када су се лиге опет ујединиле 1927. године, лига је названа Фудбалска аматерска асоцијација Аргентине ("Asociación Amateur Argentina de Football") и трајало је док 1931. године није уведен професионализам и добила назив Аргентинска фудбалска лига ("Liga Argentina de Football"). Прва утакмица под овим савезом је одиграна 31. маја 1931. године.
И поред увођења професионализма неки клубови су остали аматерски и основали су своју аматерску лигу под именом Фудбалска асоцијација аматера и професионалаца ("Asociación de Football Amateur y Profesionales"). Лига је трајала до 1934. године када се спојила са матичним телом АФА.